# Teorija struna
Naše trenutno znanje o subatomskoj kompoziciji svemira sažeto je u standardnom modelu fizike čestica. Opisuje i osnovne građevne blokove od kojih je sačinjen svemir i sile koje djeluju pri njihovoj interakciji. Postoji 12 osnovnih građevnih blokova: šest su kvarkovi, koji imaju zanimljiva imena: gore, dolje, šarm, čudno, dno i vrh (npr. proton je načinjen od dva gore kvarka i jednog dolje kvarka). Ostalih šest su leptoni – elektron, te njegovi teži rođaci muon i tauon, te još tri neutrina.
Postoje četiri osnovne sile u svemiru: gravitacija, elektromagnetizam, jaka nuklearna sila i slaba nuklearna sila. Svaku proizvode osnovne čestice koje se ponašaju i kao nositelji sile. Najpoznatiji primjer je foton, čestica svjetlosti, koja je posrednik elektromagnetske sile (to znači da npr., magnet privlači čavao jer oba objekta razmjenjuju fotone). Graviton je čestica koju se povezuje s gravitacijom. Jaku nuklearnu silu nose čestice imena gluoni, a slaba nuklearna sila prenosi se preko tri čestice, W+, W- i Z.
Ponašanje svih tih čestica i sila opisano je s velikom preciznošću u Standardnom modelu, s jednom važnom iznimkom – gravitacijom. Zbog tehničkih razloga, gravitaciju je vrlo teško mikroskopski opisati (jer se sila gravitacije jasno vidi pri kretanju planeta i zvijezda, a u tako malim razmjerima, kad su u pitanju subatomske čestice, sila gravitacije nije jasna). To je, mnogo godina, bilo jedan od najvažnijih problema u teorijskoj fizici – formuliranje kvantne teorije gravitacije.
Zadnjih par desetljeća teorija struna pokazala se najizglednijim kandidatom za mikroskopsku teoriju gravitacije. I nadilazi samo tu funkciju, teorija struna donosi nam kompletan, ujednačen i dosljedan opis osnovne strukture svemira. I zbog toga se ponekad naziva „teorijom svega”.
Osnovna ideja teorije struna je: sve te različite „osnovne” čestice u Standardnom modelu su samo različite manifestacije jednog osnovnog objekta – strune. Supersitne strune duljine od oko 10-35  metara (npr. proton je 100 milijardi milijardi puta veći od tih struna). Kako je to moguće? Obično zamišljamo, npr. elektron, kao točku bez unutarnje strukture. Točka ne može raditi ništa osim kretanja. Ali, ako je teorija struna točna, pod ekstremno snažnim mikroskopom bismo shvatili da elektron zapravo nije točka, već sićušna petlja strune. Struna može činiti još nešto osim kretanja – može oscilirati na različite načine. Kad struna oscilira na određen način iz daljine u kojoj ne raspoznajemo strune, vidimo elektron. No, ako struna oscilira na drugačiji način, onda vidimo foton ili kvark ili graviton. Vibrirajući na različitim frekvencijama, struna tvori i četiri osnovne sile.
Također, teorija struna govori i da svemir nema 3 + 1 dimenziju (3 su tzv. prostorne dimenzije – točka, linija, prostor i četvrta je vrijeme), već najmanje desetak (samo više) prostorno-vremenskih dimenzija. U teoriji struna, supersitne strune obitavaju u prostorima od 10 do 11 dimenzija.
Vjerojatno najuvjerljivija činjenica u vezi teorije struna jest da tako jednostavna ideja zapravo funkcionira – moguće je izvesti Standardni model iz teorije struna. No, treba reći da do danas nema nikakvog dokaza da teorija struna predstavlja točan opis prirode svemira. Znači, teorija struna je u potpunosti teorijski koncept, iako je to većinom zato što se teorija struna još uvijek razvija. Znamo o svemu ponešto, ali još uvijek ne vidimo cijelu sliku, pa nije moguće dati konačne zaključke. Zadnjih godina odvijali su se mnogi zanimljivi pokusi koji su radikalno izmijenili pojam teorije.
U fizici, teorija struna je teoretski rad u kojem točkaste čestice u partikularnoj fizici su zamijenjene s jedno-dimenzionalnim objektima nazvanim strune.U teoriji struna, različiti oblici elementarnih čestica koje su promatrane uzdižu se iz različitih kvantnih stanja.U dodadtku tipovima čestica postuliranih standardnim modelom partikularne fizike, teorija struna prirodno inkorporira gravitaciju, te iz toga proizlazi da je teorija struna kandidat za teoriju svega, samostalni matematički model koji opisuje sve fundamentalne sile i forme materije.Na stranu s hipotetskom ulogom u partikularnoj fizici, teorija struna je danas široko korištena kao teoretski alat u fizici, i rasvijetlila je mnoge aspekte kvantne gravitacije i teorije kvantnog polja.
Najranija verzija teorije struna, nazvana Bozonska Teorija Struna, inkorporirala je jednu klasu čestica znanih kao bozoni, iako se ova teorija razvila u super teoriju struna, koja uzima da veza(„supersimetrija“) postoji između bozona i klase čestica nazvane fermioni.Teorija struna nalaže postojanje više prostornih dimenzija za svoju matematičku konzistenciju.U realističnim fizikalnim modelima konstruiranim iz teorije struna, ove više dimenzije su tipično kompakticirane u ekstremno malim razmjerima.
Teorija struna se prvo počela proučavati u kasnim 1960-ima kao teorija jake nuklearne sile, prije nego što je napuštena u korist teorije kvantne kromodinamike.Zatim, shvaćeno je da svojstva koja su onemogućila teoriji struna da bude prikladna teoriji nuklearne fizike su jako dobri kandidat za teoriju kvantne gravitacije.Pet dosljednih verzija teorije struna su razvijene sredinom 1990-ih prije nego te teorije su se mogle dobiti kao različite granice od pretpostavljene 11-dimenzionalne teorije nazvanom M-teorija.Mnogi teoretski fizičari (među njima i Stephen Hawking, Edward Witten i Juan Maldacena) vjeruju da teorija struna je korak naprijed u shvaćanju fundamentalnog opisa prirode.To je zato što teorija struna dopušta dosljednu kombinaciju teoriju kvantnog polja i generali relativitet, slaže se s uvidima u kvantnugravitaciju kao što su holografski princip i termodinamika crnih rupa i zato što je prošla mnoge netrivijalne provjere njene unutarnje konzistencije.Prema Stephenu Hawkingu „M-Teorija je jedini kandidat za čitavu teoriju svemira“.Drugi fizičari, kao što su Richard Feynman, Roger Penrose i Sheldon Lee Glashow, kritiziraju teoriju struna zato što ne pruža nova eksperimentalna predviđanja po pristupačnim energijskim ljuskama i govore da je to neuspjeh za „teoriju svega“.